# 达伦·弗格森
达伦·弗格森（英語：Darren Ferguson，1975年2月9日—）是一名前蘇格蘭職業足球運動員，退役後擔任領隊，曾帶領彼德堡連續兩年升班上英冠及任教英冠球會普雷斯頓，於2011年1月重返彼德堡任教。現時擔任英甲球會彼得伯勒联的領隊。
达伦的父親是前曼聯領隊亚历克斯·弗格森。

## 生平

### 球員
弗格森追隨父親在曼聯青訓系統成長，其後在一隊獲得27次出賽機會，未能取得入球。於1994年以25萬英鎊出售到狼隊，在5年間為球隊出戰117場才逐漸不被重視，獲外借到荷蘭的鹿特丹斯巴達，1999年回國後隨即被免費送到雷克斯汉姆。在域斯咸效力長達七年，出賽336場。

### 領隊
弗格森於2007年1月20日獲彼得伯勒联賞識加盟擔任球員兼領隊。2007年4月27日1-1賽和車士打的比賽被球證逐離球邊，及後被罰款600英鎊及警告其日後行為。
2008年弗格森帶領彼德堡打出一段16場比賽13勝3和不敗的走勢，球隊順利登上榜首，更獲得3月份「乙級聯賽最佳領隊」的榮譽。在弗格森的帶領下，彼德堡最終奪得2007/08年英格蘭乙組聯賽亞軍，成功取得在來季升班甲組的資格。
2009年3月帶領球隊聯賽6戰全勝，獲選為「英甲每月最佳領隊」。4月25日作客1-0擊敗高車士打，帶領球隊奪得甲級聯賽亞軍，連續兩年升級到英冠。
2009年夏季傳聞弗格森會轉投雷丁或韋根接任領隊空缺，結果於7月10日結束外界對他未來動向的猜測，與彼得伯勒联簽署四年新約。9月3日弗格森因在8月2-3負於西布朗一仗對球證口出惡言，被判罰款750英鎊及3場禁在場邊指導，但由於過去紀錄良好，獲援刑處分。但彼德堡在英冠的成績持續不振，開季16場取得2勝5和9負僅得11分，位處聯賽榜末，終於在11月9日被球隊解僱。
2010年1月6日獲英冠球會普雷斯頓聘任，簽約三年。2010年9月16日他因上週負於般尼賽後在球員通道對球證行為不敬，遭禁止在場邊執教3場及罰款4,000英鎊。執教未滿一年，於12月29日因成績差劣，球隊位列聯賽榜末而遭辭退，期間49場賽事只取得13場勝仗。
2011年1月12日於離隊14個月後，弗格森重返舊東家彼德堡執教，簽約四年半。
2015年10月16日，弗格森接掌英甲球會唐卡士打的帥印。

## 榮譽

### 球員
曼聯
- 英格兰足球超级联赛冠軍：1992/93年；

域斯咸
- 英格蘭聯賽錦標冠軍：2005年；

### 領隊
彼德堡
- 英格蘭聯賽錦標冠軍（3次）：2013/14年，2023/24年，2024/25年
- 英格蘭足球甲級聯賽亞軍（2次）：2008/09年，2020/21年（升班英冠）
- 英格蘭足球甲級聯賽附加賽冠軍：2010/11年（升班英冠）
- 英格蘭足球乙級聯賽亞軍：2007/08年（升班英甲）

唐卡斯特流浪
- 英格蘭足球乙級聯賽季軍：2016/17年（升級英甲）

## 外部連結
- 足球数据库：达伦·弗格森的球员统计数据
- 足球資料庫：达伦·弗格森的領隊統計數據